# کامپانیا ۳۷۷
سیارک ۳۷۷ (به انگلیسی: 377 Campania، نامگذاری:1893AN) سیصد و هفتاد و هفتمین سیارک کشف شده‌است که در ۲۰ سپتامبر ۱۸۹۳ و در نیس کشف شد.
قدر مطلق سیارک برابر ۸٫۸۹ است.